# Reggenza di Aceh Barat Daya
La reggenza di Aceh Barat Daya (o, in italiano, reggenza di Aceh Sudoccidentale) è una reggenza (in indonesiano: kabupaten) dell'Indonesia, situata nella provincia di Aceh.
Il capoluogo della reggenza è Blangpidie.